# 루웬조리덤불쥐
루웬조리덤불쥐(Grammomys ibeanus)는 쥐과에 속하는 설치류의 일종이다. 케냐와 말라위, 남수단, 탄자니아, 우간다, 잠비아에서 발견된다. 자연 서식지는 아열대 또는 열대 기후 지역의 습윤 산지림과 고지대 관목 지대이다. 서식지 감소로 위협을 받고 있다.